# Ken Ofori-Atta
Kenneth Nana Yaw Ofori-Atta (né le 7 novembre 1958), est un banquier d'investissement ghanéen qui est ministre des Finances et de la Planification économique dans le cabinet de Nana Akufo-Addo. Il est cofondateur de Databank Group, une société de services financiers ghanéenne, et est président exécutif jusqu'en 2012, date à laquelle il a démissionné. Il est nommé par le président Nana Akufo-Addo le 10 janvier 2017 et a pris ses fonctions le 27 janvier 2017 en tant que ministre des Finances.

## Jeunesse et éducation
Ofori-Atta est née le 7 novembre 1958 à Kibi, une ville de la région orientale du Ghana,,,. Il fait partie de la famille Ofori-Atta. Il est le fils de l'économiste et homme politique Jones Ofori Atta. Ofori-Atta a fréquenté l'école Achimota pour ses certificats O-Level et A-Level reçus respectivement en 1976 et 1978. Il a obtenu un emploi temporaire en tant que professeur de mathématiques à l'Académie d'Accra dans la période qui a suivi son baccalauréat à Achimota. En août 1980, Ofori-Atta est inscrit à l'Université de Columbia pour un BA en économie. Il est diplômé de Columbia en 1984 et a travaillé chez Morgan Stanley à New York. Il a étudié et obtenu un MBA à la Yale University School of Management en 1988 et est allé travailler pour la banque d'investissement Salomon Brothers.

## Carrière en finance
Ofori-Atta a cofondé Databank Financial Services avec Keli Gadzekpo et Togbe Afede XIV en 1990 ; il en est le président exécutif jusqu'au 14 février 2012, date à laquelle il a pris sa retraite. Il a d'autres intérêts commerciaux dans l'assurance, la banque de détail, le capital-investissement, la micro-finance, les produits pharmaceutiques et l'immobilier.
En 1996, Ofori-Atta est le premier Africain à témoigner devant le Comité des voies et moyens du Congrès américain pour soutenir l'African Growth and Opportunity Act.
Ofori-Atta est administrateur de nombreuses entreprises et membre de certains autres conseils d'administration. Il est administrateur d'Enterprise Group Ltd et de Trust Bank Ltd de Gambie dont il est le président. Il a également été directeur de la Banque internationale et est également membre du conseil d'administration du Fonds Acumen,,.

## Carrière politique
Ofori-Atta était le candidat du président Nana Akufo-Addo pour évaluer la santé de l'économie pendant la période de transition après les élections de 2016.
En mai 2017, Akufo-Addo a nommé Ken Ofori-Atta parmi les dix-neuf ministres qui formeront son cabinet. Les noms des 19 ministres ont été soumis au Parlement du Ghana et ont été annoncés par le président de la Chambre, Rt. Hon. Prof. Mike Ocquaye. En tant que ministre du cabinet, Ken Ofori-Atta fait partie intégrante du cercle restreint du président du Ghana, Nana Akufo-Addo, et doit aider aux principales activités de prise de décision dans le pays.
En novembre 2022, une motion de censure est lancée pour destituer Ken de ses fonctions en raison du déclin de l'économie ghanéenne, ce qui a conduit la monnaie du pays à être classée parmi les pires au monde. En cas de succès, il sera démis de ses fonctions de ministre d'État.
Le 10 janvier 2023, Ofori-Atta est nommé ministre par intérim du ministère du Commerce et de l'Industrie à la suite de la démission d'Alan John Kyerematen.
Le 14 février 2024, il a été remplacé au poste de ministre des Finances par le président Akufo-Addo lors d'un remaniement ministériel à la suite de critiques sur sa gestion des difficultés économiques du pays. Il a été remplacé par Mohammed Amin Adam.

## Autres activités
- Comité conjoint Banque mondiale-FMI pour le développement, président (depuis 2018) [19]
- Banque africaine de développement (BAD), membre de droit du Conseil des gouverneurs (depuis 2017) [20]
- Banque d'investissement et de développement de la CEDEAO (BIDC), membre de droit du Conseil des gouverneurs (depuis 2017) [21]
- Agence multilatérale de garantie des investissements (MIGA), Groupe de la Banque mondiale, membre de droit du Conseil des gouverneurs (depuis 2017) [22]
- Banque mondiale, membre de droit du Conseil des gouverneurs (depuis 2017) [23]
- Président du Conseil des gouverneurs de la Fondation pour le renforcement des capacités en Afrique [24] (ACBF)

## Récompenses et reconnaissance
Ofori-Atta est membre Henry Crown de l'Aspen Institute. Il est désigné comme le 2e PDG le plus respecté au Ghana. Ken est un Donaldson Fellow à l'Université de Yale en 2010 et récipiendaire du prix John Jay de l'Université de Columbia en 2011,,,. 
Il est honoré à deux reprises par PricewaterhouseCoppers Ghana comme l'un des 5 PDG les plus respectés au Ghana.
En mai 2018, il est élu meilleur ministre africain des Finances de l'année par le magazine londonien The Banker.
Il est nommé l'un des banquiers les plus politiquement connectés d'Afrique par The Africa Report en 2021.

## Vie privée
Ofori-Atta est marié à la professeure Angela Lamensdorf Ofori-Atta, psychologue clinicienne à la faculté de médecine de l'Université du Ghana. Le couple a quatre enfants.[réf. nécessaire]